# 루돌프 카르구스
루돌프 카르구스(독일어: Rudolf Kargus, 1952년 8월 15일, 라인란트-팔츠 주 보름스 ~)는 독일의 전직 프로 축구 선수로, 현역 시절 골키퍼로 활약했다.

## 클럽 경력
서독 보름스 출신인 카르구스는 유년 시절에 보르마티아 보름스에서 축구를 시작했다. 1970년에 함부르크 유소년부에 합류한 카르구스는 1971년에 북독일의 분데스리가 구단 골키퍼로 올라서, 1973년에 주전을 차지했다. 그는 1980년에 함부르크를 떠나기 전까지 구단의 주전 골키퍼로 입지를 굳혔다.
함부르크 시절, 그는 1군에 합류했을 때 믿음직한, 승부차기 선방에 두각을 나타내는[별칭 "11미터 막이"(Elfmetertöter)가 이 사실을 방증] 골키퍼였다. 함부르크에서 1977년에 유러피언 컵위너스컵을 우승했고, 1980년에는 앞선 시즌 분데스리가를 우승하며 참가한 유러피언컵에서 준우승을 차지했다.
1980년, 함부르크와 결별한 후, 그는 4달 후에 새 거처를 찾았는데, 행선지는 뉘른베르크였다. 그는 1984년에 뉘른베르크가 2. 분데스리가로 강등될 당시 선수단에 있었고, 1984년 12월에 카를스루에로 이적할 때까지 하부 리그에 있었다. 그는 카를스루에 이적 후에도 계속 고전하였는데, 시즌 내내 강등권을 빠져나오지 못했고, 1985-86 시즌이 되어서야 현장에 복귀했다.
1986-87 시즌, 그는 뒤셀도르프로 이적했지만, 이곳에서도 강등되었다. 뒤셀도르프의 강등 후, 여러 곳을 전전한 골키퍼는 또다른 분데스리가 구단인 쾰른에 입단했다. 그러나, 그는 쾰른 연고 구단에서 3년을 보내면서, 신예 주전 골키퍼인 보도 일그너의 후보 선수로 머물렀고, 프로 경기에서 분데스리가 무대에 나서지 못했다. 카르구스는 총 408번의 분데스리가 경기에 출전했고, 2. 분데스리가 무대에서는 19번의 경기에 출전했다.

## 국가대표팀 경력
그의 첫 서독 국가대표팀 활약은 청소년 국가대표팀 시절이었고, 당시 보르마티아 보름스에서 활약했다. 그는 제프 마이어의 대체자를 물색하던 헬무트 쇤 감독의 눈에 띄어 함부르크 소속으로 분데스리가에서 활약하다가 적임 유망주로 찍혀 발탁되었다. 1975년 성탄절을 나흘 앞두고, 카르구스는 튀르키예와의 친선경기에서 서독을 대표로 출전했다. 그는 선전하여 유로 1976 선수 명단에 이름을 올렸지만, 제프 마이어의 후보 선수로 대기만 했다. 몇 차례 친선전에 출전한 카르구스는 1977년에 유고슬라비아전에서 제프 마이어와 교체되어 출전했다. 1978년 월드컵에 3번째 골키퍼로 참가하기도 했지만, 유고슬라비아전 경기를 끝으로 카르구스는 국가대표팀 경기에 3번 출전하는데 그쳤다.

## 은퇴 후
은퇴 후, 카르구스는 유소년 축구 교실에서 골키퍼 코치로 활동했고, 1996년부터는 화가로도 활동해 2006년에 축구장 전경을 제작했지만, 이후에는 축구외적인 주제로 제작했다. 그는 쿤트슐레 블라케네제에서 예술을 전공하다가 전시회에 자신의 작품을 전시했다.

## 수상
함부르크
- 분데스리가: 1978–79
- DFB-포칼
  - 우승: 1975–76
  - 준우승: 1973–74, 1981–82
- 유러피언 컵위너스컵: 1976–77
- 유러피언컵 준우승: 1979–80

서독
- 유럽 선수권 대회 준우승: 1976